# Rue Girodet
La rue Girodet est une voie du 16e arrondissement de Paris, en France.

## Situation et accès
La rue Girodet est une voie publique située dans le 16e arrondissement de Paris. Elle débute au 48-48 bis, rue d'Auteuil et se termine au 11 bis-15, rue Poussin.
Le quartier est desservi par les lignes 9 et 10 à la station Michel-Ange - Auteuil.

## Origine du nom

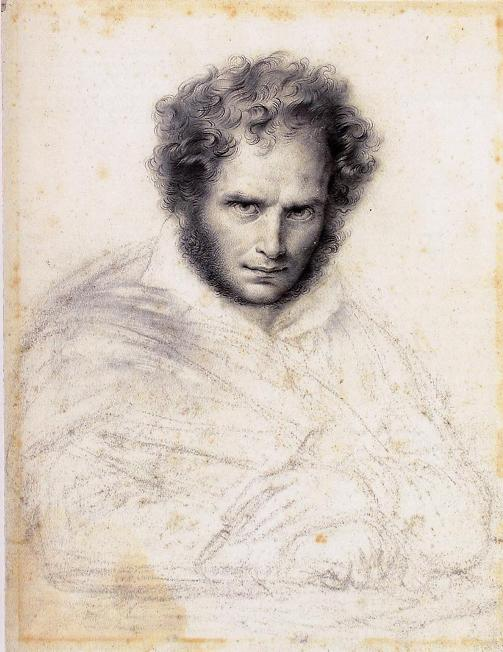
Autoportrait, Anne-Louis Girodet.

Elle porte le nom du peintre français Anne Louis Girodet de Roucy, dit Girodet-Trioson (1767-1824).

## Historique
Cette voie est ouverte par la ville de Paris sous sa dénomination actuelle par décret du 2 mars 1867 pour ceinturer le marché couvert d'Auteuil, nouvelle construction remplaçant un premier marché créé en 1826. Il est supprimé en 1899. Son entrée se trouvait au niveau des no 48-48 bis rue d'Auteuil. Il était aussi longé par la rue Isabey, ouverte au même moment que la rue Girodet,.